# Swakopmund
Swakopmund (în traducere din germană gura râului Swakop) este un oraș situat în partea de vest a statului Namibia și are rol de reședință a regiunii Erongo. Port la oceanul Atlantic, Swakpomund a fost fundat de germani în 1892 ca port principal pentru Africa de Sud-Vest Germană.  Actualmente orașul servește drept stațiune balneoclimaterică și păstrează urmele arhitecturii coloniale germane. Printre acestea se numără Altes Gefängnis, închisoarea veche, realizată în 1909 după planurile lui Heinrich Bause, precum și Wörmannhaus, o casă construită în 1906, astăzi cu rolul de bibliotecă publică. Acvariul și Muzeul transporturilor sunt alte atracții turistice.

## Transporturi
Swakopmund este stație pe calea ferată Trans-Namib și un punct important pe șoseaua B2, care leagă Walvis Bay de Windhoek. Este deservit și de aeroportul Swakpomund (cod IATA: SWP, cod ICAO: FYSM).